# Manuel Díaz (rugbista)
Manuel Salvador Díaz (Mendoza, 10 ottobre 1973) è un ex rugbista a 15 argentino, in carriera attivo nel ruolo di mediano di mischia e 5 volte internazionale per l'Argentina.

## Biografia
Manuel nasce a Mendoza, in Argentina; si forma rugbisticamente col Liceo Rugby Club, militando nel club fino alla fine degli anni novanta.
Nel 1998 vince il Campionato dell'Unión de Rugby de Cuyo, venendo selezionato per disputare il Campionato argentino con il Cuyo.
Nel 2000 arriva in Italia, disputando 4 stagioni nel noenato club de I Cavalieri di Prato; poi una stagione nel Rovigo in Super 10, prima di fare ritorno a I Cavalieri in serie A.
Nel 2006-07 gioca con il Frascati, prima di terminare la carriera sportiva alla S.S. Lazio.

### Carriera internazionale
Nel 1996 e nel 1997 con la Nazionale a 7 disputa rispettivamente i tornei di Dubai e Punta del Este, quest'ultimo valido per le qualificazioni alla Coppa del Mondo 1997.
Nel 1998 e 1999 disputò i tornei Mar del Plata Sevens, Viña del Mar Sevens e di Santiago.
Il 13 settembre 1997 esordisce a livello internazionale con la maglia dei Pumas contro il Paraguay, in un match del campionato sudamericano.
Nel 1998 disputa nuovamente il campionato sudamericano e prende parte al tour dell'Argentina in Giappone, disputando il test match contro i nipponici, a Tokyo.

## Palmarès

### Internazionale
- Campionati sudamericani: 2
Argentina: 1997, 1998

### Club
- Campionati dell'Unión de Rugby de Cuyo: 1
Liceo Mendoza: 1998